# 張衡 (科学者)

張衡を天文学者、渾天儀と地動儀の発明者として顕彰した中華人民共和国の切手（1955年発行）

張 衡（ちょう こう、78年 - 139年）は、後漢代の詩人、学者及び発明家。字は平子。南陽郡西鄂県（現在の河南省南陽市臥竜区）の人。太史令や尚書などを歴任した政治家である一方で、天文学者・数学者・地理学者・発明家・製図家としても優れた才能を発揮した。また文人としても優れ、賦や絵画の名品を残した。

## 経歴
西鄂県の没落した官僚の家庭に生まれた。父は早くに亡くなり、祖父張堪は蜀郡太守だったが、清廉な人柄だったため、祖父の死後張衡の家庭は貧しくなった。子供の頃から司馬相如や揚雄などの文学を好み、10歳頃には制作した詩が人の称賛を得るようになっていた。青年時代洛陽と長安に遊学し、5～6年の歳月を過ごした。実力者からの誘いもあったが、良き師や友人を得ることに努め、特に天文・数学に詳しい崔瑗からは大きな影響を受けた。
永元14年（102年）、南陽郡守であった飽徳の主簿となった。永初元年（107年）には、太平無事で王侯以下が奢侈を貪るのを痛み、班固の「両都賦」を真似て洛陽を描いた「東京賦」と長安を描いた「西京賦」を著した（これらを総称して「二京賦」という）。永初2年（108年）には飽徳が大司農に栄転し、洛陽に戻ったが、張衡は南陽で勉学を続けた。永初5年（111年）、京官の郎中として出仕した。郎中時代に揚雄の『太玄経』に触れたことが、天文や数学の研究を始める切っ掛けとなった。元初3年（116年）、暦法機構の最高官職の太史令についた。建光2年（122年）、公車馬令に出任した。
永建3年から永和元年（128年 - 136年）の間、再び太史令を勤めた。剛直な人柄であったため、図讖や讖緯説などを厳しく批判し、順帝を取り巻く人々にうとまれた。136年には都を追われ、河間国（現在の河北省南東部）の相となった。河間国では官吏や土豪の不正を激しく取り締まったため、かえって排斥されたという。官を辞したい意向を奏上するが許されず、永和3年（138年）には尚書として呼び戻されるが、永和4年（139年）、62歳にして病死した。現在の南陽市には張衡墓と張衡記念館が存在する。

## 科学者・天文学者・数学者としての張衡

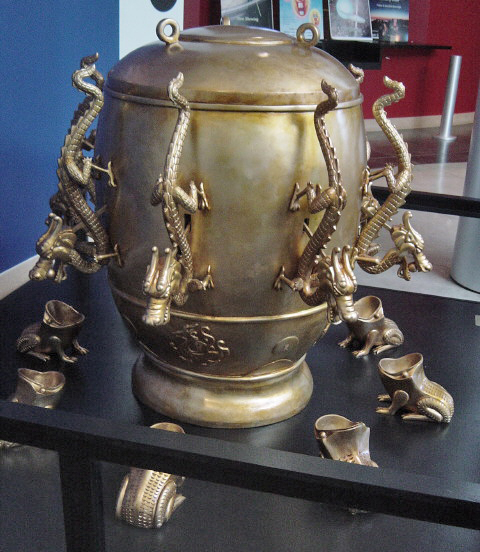
張衡の地動儀（模型）

張衡は力学の知識と歯車を発明に用いた。彼の発明には、世界最初の水力渾天儀（117年）、水時計、候風儀と呼ばれる風向計、地動儀（132年）、つまり地震感知器などがある。地動儀は500キロメートル離れた地点の地震を感知することができた。ある日、地動儀の設置場所からみて西北方向の地震の揺れを感知したが、人々は少しの揺れも感じないことがあった。一部の人は地動儀の誤りを疑った。しかし数日後、甘粛から急使が来て、地震の発生のことを報告した。このことがあって以来、地動儀の正確性を疑うことはなくなったという。
張衡は「渾天説」の立場に立ち、天文学書として『霊憲』『霊憲図』『渾天儀図注』を著した。2500個の星々を記録し、月と太陽の関係も研究した。著書の「霊憲」において月を球形と論じ、月の輝きは太陽の反射光だとした。「霊憲」には以下の記述がある。
月光生于日之所照、魄生于日之所蔽；当日則光盈、就日則光尽也。
また続いて以下の記述があり、
当日之冲、光常不合者、蔽于地也、是謂暗虚、在星則星微、遇月則月食。
張衡が月食の原理を理解していたことがわかる。月の直径も計算したとされ、太陽の1年を、365日と1/4と算出した。なお、彼の天文の研究や地震計の発明には、2世紀に入り、後漢に天災が多発しだした時代背景がある。また月光の原理は紀元前1世紀頃の書物にはすでに現れており、張衡の理論もこれら伝統的な天文学の成果を踏まえたものである。
数学書としては「算網論」を著した。彼は円周率を算出してπ＝3.16強としており、この近似値を得たのはインド・アラビアに比べて400年ほど早い先駆的なものであった。
現代の中国でも高く評価され、小惑星（1802 張衡）には、彼の名がつけられている。また中華人民共和国政府が指定した「中国古代科学家」に祖沖之、一行、李時珍とともに選ばれている。2018年2月に打ち上げられた電磁環境モニター試験衛星は彼の名を冠し、張衡1号とされた。1986年に隕石から発見されたツァンヘン鉱は張衡の名にちなんで名付けられた。

## 文人としての張衡
賦の名手であり、「二京賦」は漢代を代表する作品として知られる。「二京賦」、「帰田賦」、「南都賦」、「思玄賦」は『文選』に収録されている。晩年の「四愁詩」は最初の七言詩であるとされる。他の作品には「同声歌」がある。画家としても優れ、東漢六大画家の一人に数えられている。

## 登場する作品
張衡を扱った作品に1983年の中国映画『張衡』がある。
『青春の尻尾』（小学館、全6巻（1975年 - 1978年） 小池一夫原作、平野仁作画）に主人公である諸葛亮をわざと強い言葉で批判して諭す賢人・発明家として登場。ストーリーの中で『地動儀』も描かれている。